# Domingo Dente
Domingo Dente (Montevideo, 10 de julio de 1894 - 5 de febrero de 1974) fue un compositor y pianista uruguayo.

## Biografía
Sus padres fueron Angel Dente y María d'Adamo. A los catorce años se trasladó a Italia para estudiar en el Conservatorio de Nápoles bajo la dirección del pianista Mario Areta y del compositor Giovanni Barbieri. En 1911 consiguió el título de profesor de piano.
Dictó clases en el conservatorio musical de Guillermo Kolischer en 1914 para en 1923 organizar su propio conservatorio Liceo Musical Dente desde donde formó futuras generaciones de músicos. Fue Maestro Director del Cuerpo Coral del SODRE en 1935.

## Obras
Compuso numerosas piezas musicales para canto, violín y piano, citándose entre las primeras canciones napolitanas:
- Incanto;
- Vita mia;
- Me farrai muri;
- Giuventú passata;
- Spina y otros, habiendo posado también música a varias composiciones poéticas de literatos uruguayos.